# SkyWest Airlines

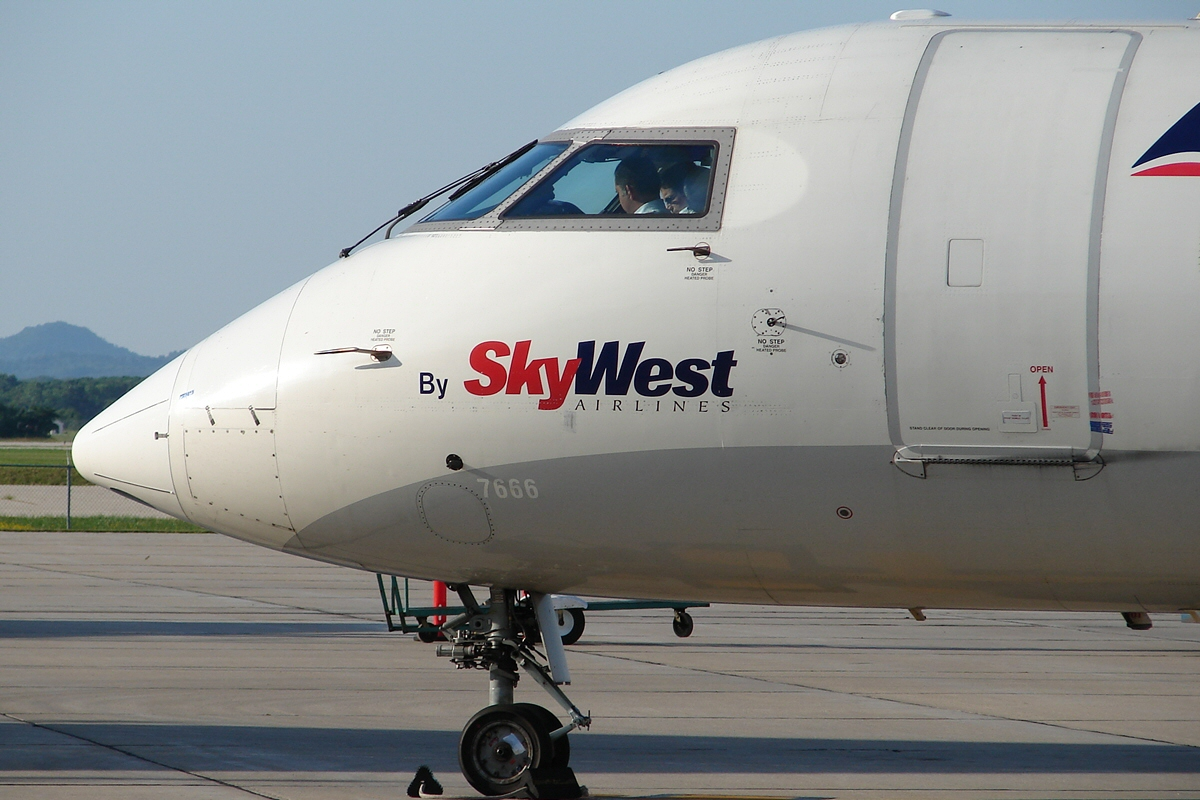
Ook bij livery van de opdrachtgevende maatschappijen wordt vaak kleiner het SkyWest logo toegevoegd

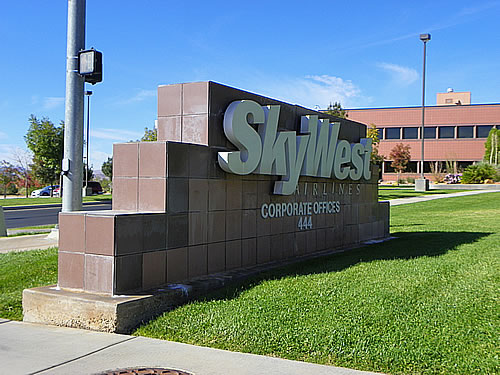
Hoofdkantoor van SkyWest Airlines in St. George, Utah

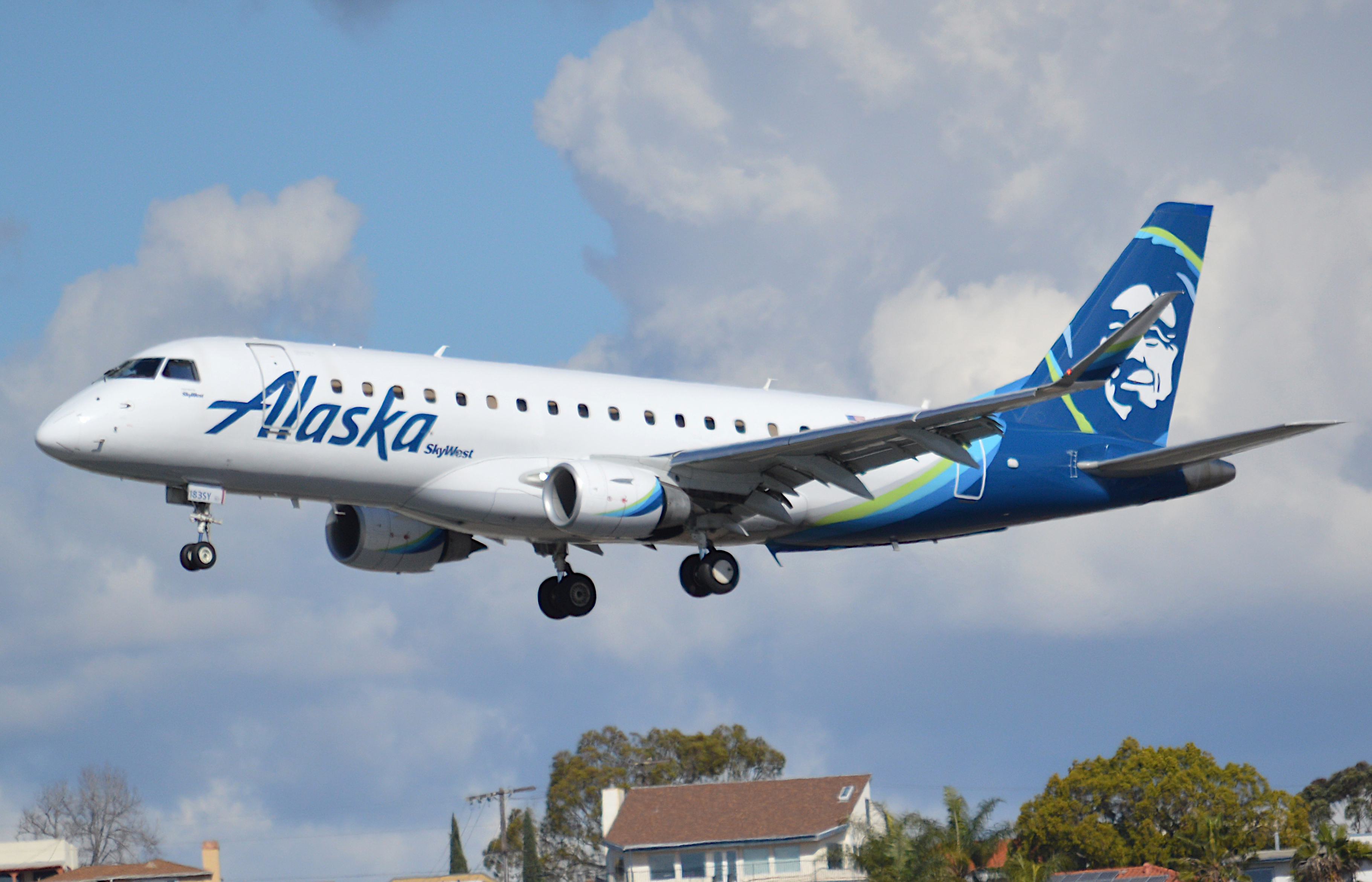
Een SkyWest Embraer E175 in opdracht voor Alaska Airlines

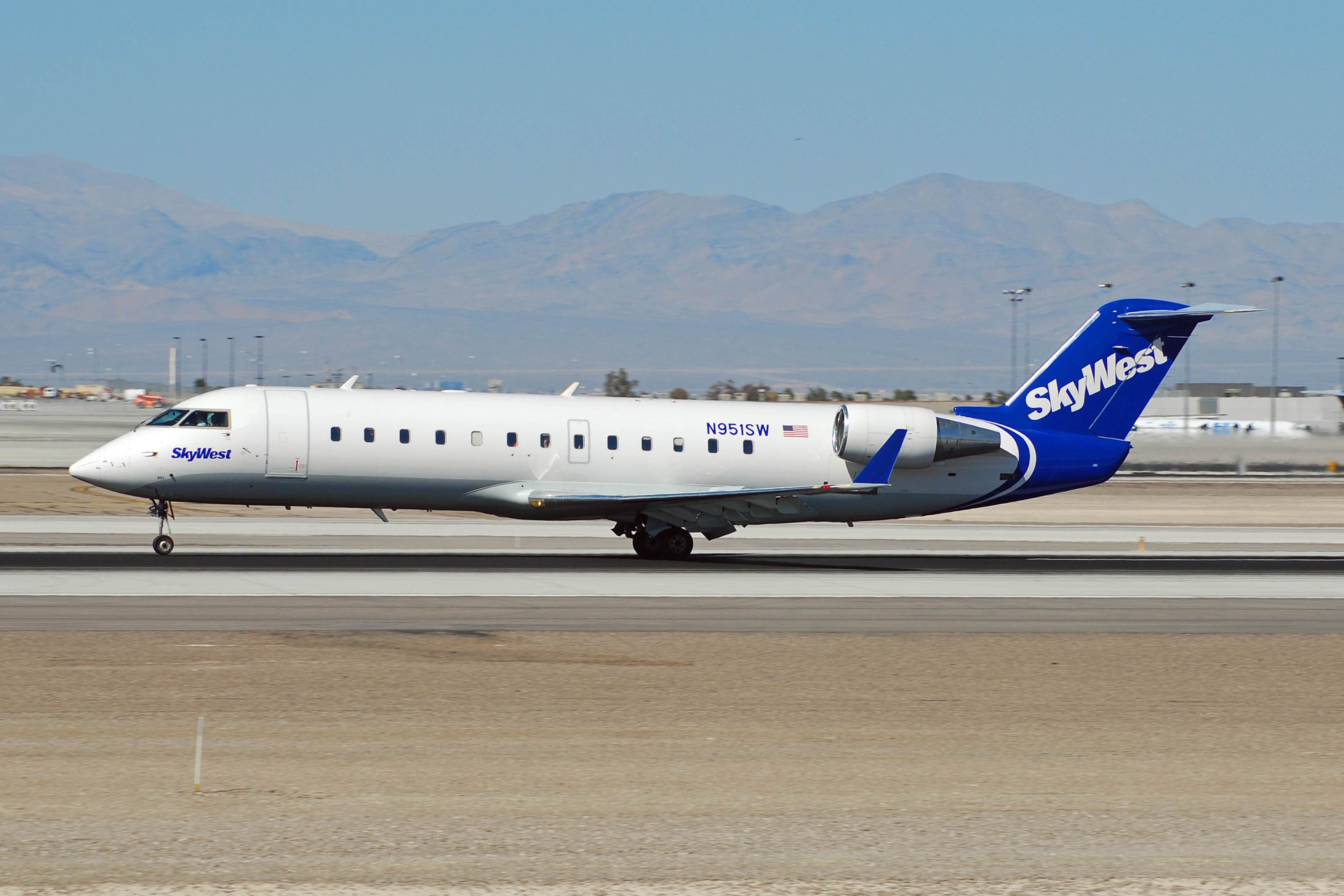
Terwijl de meeste vliegtuigen die door SkyWest worden geëxploiteerd in de livery van partnerluchtvaartmaatschappijen worden geschilderd, houdt de luchtvaartmaatschappij een kleine vloot vliegtuigen in eigen livery voor gebruik op om het even welke partnerluchtvaartlijn wanneer nodig.

SkyWest Airlines is een Noord-Amerikaanse regionale luchtvaartmaatschappij met hoofdkantoor in St. George, Utah. De maatschappij voert voornamelijk vluchten uit voor grote luchtvaartmaatschappijen via onderneming zoals onder meer voor Alaska Airlines (als Alaska SkyWest), American Airlines (als American Eagle), Delta Air Lines (als Delta Connection), en United Airlines (als United Express). SkyWest wordt voornamelijk betaald voor het bedienen en onderhouden van vliegtuigen die worden gebruikt op vluchten die zijn gepland, op de markt gebracht en geprijsd door een partner mainline luchtvaartmaatschappij. Al met al is het de grootste regionale luchtvaartmaatschappij in Noord-Amerika wanneer gemeten naar vlootgrootte, aantal vervoerde passagiers en het aantal bestemmingen dat wordt bediend voor alle luchtvaartmaatschappijen waarvoor zij contractueel gebonden is vluchten uit te voeren.
SkyWest verzorgt gemiddeld meer dan 2.200 vluchten per dag naar 250 steden in de Verenigde Staten, Canada, Mexico over een uitgebreid netwerk van routes grotendeels opgezet om passagiers de verbinding te bieden tussen kleinere luchthavens en de grote hubs van haar partnerluchtvaartmaatschappijen. In totaal vervoerde SkyWest in 2017 35,9 miljoen passagiers.
In het kader van verschillende contracten voert het bedrijf gemiddeld 697 vluchten per dag uit als Delta Connection namens Delta Air Lines, 412 vluchten per dag als United Express namens United Airlines, 332 vluchten per dag als American Eagle namens American Airlines en 14 vluchten per dag als Alaska SkyWest in samenwerking met Alaska Airlines.
De overgrote meerderheid van de contracten van SkyWest zijn in de vorm van een overeenkomst op vaste kost, waarbij partnerluchtvaartmaatschappijen een vast bedrag betalen voor elke vlucht die wordt uitgevoerd, ongeacht het aantal vervoerde passagiers. De overige 7% van de vluchten worden uitgevoerd onder een pro rata contract, waarbij SkyWest alle kosten op zich neemt, tarieven vastlegt, alle inkomsten van niet-aansluitende passagiers behoudt en de tarieven van aansluitende passagiers op een pro rata basis met de partnerluchtvaartmaatschappij deelt. SkyWest werkte in 2017 op pro rata basis op 68 routes over 10 hubs via overeenkomsten met American Airlines, Delta Air Lines en United Airlines.
SkyWest is eigendom van SkyWest, Inc., een luchtvaartmaatschappijholding. SkyWest biedt ook diensten voor zogenaamde grondafhandeling op luchthavens in de Verenigde Staten aan en heeft hiervoor ook een aantal actieve contracten.

## Geschiedenis
Gefrustreerd door de beperkte omvang van het bestaand vluchtaanbod kocht Ralph Atkin, een advocaat uit St. George, Utah in 1972 een bestaande maatschappij, Dixie Airlines, herdoopte deze tot SkyWest Airlines en lanceerde een nieuw aanbod om zakenlieden uit zijn streek een shuttle te kunnen bieden naar Salt Lake City. Na de eerste struggelingen zich een plaats in de markt te verzekeren, begon SkyWest een regelmatige uitbreiding over heel het gebied van de westelijke V.S. Het werd de elfde grootste regionale luchtvaartmaatschappij in 1984 toen het Sun Aire Lines uit Palm Springs, Californië overnam, en had zijn primaire emissie in 1986.
In 1985 begon SkyWest een code sharing regeling als Western Express, een feeder service voor Western Airlines zowel op haar hub in Salt Lake City als op andere bestemmingen van de grote maatschappijen in het westen van de VS, gebruik makend van Embraer EMB-120 en Fairchild Swearingen Metroliner turboprop vliegtuigen. Na de overname en fusie van Western door Delta Air Lines in 1986, werd SkyWest vervolgens een Delta Connection luchtvaartmaatschappij die met code sharing service namens Delta vloog naar bestemmingen in Arizona, Californië, Colorado, Montana, Nevada, Utah en Wyoming. In 1995 begon SkyWest met het uitvoeren van vluchten voor Continental Airlines vanuit LAX. De relatie werd twee jaar later beëindigd toen SkyWest begon te vliegen voor United Airlines. SkyWest's United Express vluchten uit SFO, LAX en DEN werd de grootste operatie tegen het einde van de jaren 1990. Een partnerschap met Continental werd nieuw leven ingeblazen in 2003 met vluchten vertrekkend uit de George Bush Intercontinental Airport van Houston, maar werd stopgezet in juni 2005. Op 15 augustus 2005 verkocht Delta Atlantic Southeast Airlines aan de nieuw opgerichte moederholding SkyWest, Inc. voor $425 miljoen in contanten. De overname werd voltooid op 8 september 2005.
Op 4 augustus 2010 kondigde SkyWest, Inc. aan dat het van plan was ExpressJet Airlines over te nemen en samen te voegen met SkyWest-dochter Atlantic Southeast Airlines in een deal die naar verluidt een waarde van $ 133 miljoen zou hebben. De aankoop liet ook toe de grootste forenzenactiviteiten van United Airlines en Continental Airlines, die onderling in een fusieproces zaten, gelijktijdig ook te aliniëren en werd goedgekeurd door de Federal Trade Commission op 13 september 2010.
In mei 2011 verving SkyWest Horizon Air voor de uitvoering van zes vluchten aan de westkust die worden uitgevoerd voor Alaska Airlines. De vluchten waren gebaseerd vanuit Seattle en Portland, en maakten de verbinding met verschillende steden in Californië, waaronder Fresno, Burbank, Santa Barbara en Ontario. Alaska Airlines had soortgelijke overeenkomsten met PenAir voor Alaska vluchten en Horizon Air voor vluchten in de aaneengesloten staten (ook lagere 48 genoemd).
Op 18 december 2018 kondigde SkyWest, Inc. aan ExpressJet Airlines te verkopen aan een andere luchtvaartmaatschappij met banden met United Airlines, de enige klant van ExpressJet. De verkoop van $70 miljoen sloot op 23 januari 2019.

## Vloot
SkyWest heeft de grootste vloot van alle regionale luchtvaartmaatschappijen in de Verenigde Staten. Sinds 2015 exploiteert de luchtvaartmaatschappij uitsluitend straalvliegtuigen.
Terwijl de meeste vliegtuigen die door SkyWest worden geëxploiteerd in de livery van partnerluchtvaartmaatschappijen worden geschilderd, houdt de luchtvaartmaatschappij een kleine vloot vliegtuigen in eigen livery voor gebruik op om het even welke partnerluchtvaartlijn wanneer nodig.
SkyWest is, net als de meeste regionale luchtvaartmaatschappijen in de Verenigde Staten, onderworpen aan de vereisten van de werkingssfeer van haar mainline carrier partners en hun pilotenvakbonden. Deze eisen beperken de grootte van het vliegtuig dat door regionale luchtvaartmaatschappijen wordt gevlogen, gemeten in stoelcapaciteit. Dit heeft geleid tot drie subgroepen van vliegtuigen gevlogen door SkyWest: vliegtuigen met niet meer dan 50 zitplaatsen, niet meer dan 70 zitplaatsen en niet meer dan 76 zitplaatsen.

### Vloot
In januari 2020 bestond de vloot van SkyWest Airlines uit de volgende regionale straalvliegtuigen die in bedrijf zijn of op bestelling voor nakende levering:
| Vliegtuig                         | In dienst                         | Orders                            | Passagiers                        | Passagiers                        | Passagiers                        | Passagiers                        | In opdracht van                   | Nota's                                      |
| Vliegtuig                         | In dienst                         | Orders                            | F                                 | Y+                                | Y                                 | Totaal                            | In opdracht van                   | Nota's                                      |
| Jets met 50 of minder zitplaatsen | Jets met 50 of minder zitplaatsen | Jets met 50 of minder zitplaatsen | Jets met 50 of minder zitplaatsen | Jets met 50 of minder zitplaatsen | Jets met 50 of minder zitplaatsen | Jets met 50 of minder zitplaatsen | Jets met 50 of minder zitplaatsen | Jets met 50 of minder zitplaatsen           |
| --------------------------------- | --------------------------------- | --------------------------------- | --------------------------------- | --------------------------------- | --------------------------------- | --------------------------------- | --------------------------------- | ------------------------------------------- |
| Bombardier CRJ-100                | 3                                 | —                                 | —                                 | 4                                 | 46                                | 50                                | Delta Connection                  |                                             |
| Bombardier CRJ-100                | 1                                 | —                                 | —                                 | —                                 | 50                                | 50                                | SkyWest Airlines                  |                                             |
| Bombardier CRJ-100                | 1                                 | —                                 | —                                 | —                                 | 50                                | 50                                | United Express                    |                                             |
| Bombardier CRJ-200                | 84                                | —                                 | —                                 | 4                                 | 46                                | 50                                | Delta Connection                  |                                             |
| Bombardier CRJ-200                | 12                                | —                                 | —                                 | —                                 | 50                                | 50                                | SkyWest Airlines                  |                                             |
| Bombardier CRJ-200                | 100                               | —                                 | —                                 | —                                 | 50                                | 50                                | United Express                    |                                             |
| Subtotaal                         | 201                               |                                   |                                   |                                   |                                   |                                   |                                   |                                             |
| Jets met 70 of minder zitplaatsen |                                   |                                   |                                   |                                   |                                   |                                   |                                   |                                             |
| Bombardier CRJ-700                | 51                                | 6                                 | 9                                 | 16                                | 40                                | 65                                | American Eagle                    | Leveringen worden in dienst genomen in 2020 |
| Bombardier CRJ-700                | 5                                 | —                                 | 9                                 | 16                                | 40                                | 65                                | SkyWest Airlines                  | —                                           |
| Bombardier CRJ-700                | 8                                 | —                                 | 9                                 | 16                                | 44                                | 69                                | Delta Connection                  | —                                           |
| Bombardier CRJ-700                | 14                                | —                                 | 6                                 | 16                                | 48                                | 70                                | American Eagle                    | —                                           |
| Bombardier CRJ-700                | 1                                 | —                                 | 6                                 | 16                                | 48                                | 70                                | SkyWest Airlines                  | —                                           |
| Bombardier CRJ-700                | 19                                | —                                 | 6                                 | 16                                | 48                                | 70                                | United Express                    | —                                           |
| Bombardier CRJ-900                | 12                                | 1                                 | 12                                | 20                                | 38                                | 70                                | Delta Connection                  | Leveringen volgen in 2020.                  |
| Embraer E175 SC                   | 35                                | 2                                 | 12                                | 20                                | 38                                | 70                                | Delta Connection                  | Leveringen volgen in 2020.                  |
| Subtotaal                         | 145                               |                                   |                                   |                                   |                                   |                                   |                                   |                                             |
| Jets met 76 of minder zitplaatsen |                                   |                                   |                                   |                                   |                                   |                                   |                                   |                                             |
| Bombardier CRJ-900                | 31                                | —                                 | 12                                | 20                                | 44                                | 76                                | Delta Connection                  |                                             |
| Embraer E175                      | —                                 | 20                                | 12                                | 20                                | 44                                | 76                                | American Eagle                    |                                             |
| Embraer E175                      | 32                                | —                                 | 12                                | 12                                | 52                                | 76                                | Alaska Airlines                   |                                             |
| Embraer E175                      | 24                                | 10                                | 12                                | 20                                | 44                                | 76                                | Delta Connection                  |                                             |
| Embraer E175                      | 65                                | —                                 | 12                                | 16                                | 48                                | 76                                | United Express                    |                                             |
| Subtotaal                         | 152                               |                                   |                                   |                                   |                                   |                                   |                                   |                                             |
| Totaal                            | 498                               | 39                                |                                   |                                   |                                   |                                   |                                   |                                             |